# Botanophila nigrodorsata
Botanophila nigrodorsata este o specie de muște din genul Botanophila, familia Anthomyiidae, descrisă de Masayoshi Suwa în anul 1986. Conform Catalogue of Life specia Botanophila nigrodorsata nu are subspecii cunoscute.